# Mani Tourang
Mani Tourang, född 24 februari 1985 i Teheran, Iran, är en före detta elitspelare i fotboll.

## Karriär
Tourang började sitt fotbollsspelande i Upsala IF varefter karriären fortsatte i lokalrivalen Sirius i Division II år 2000. Därefter tillhörde Tourang AIK mellan 2001 och 2004, innan han återvände till Sirius under 2004 och därefter Bodens BK i Superettan 2005. Inför säsongen 2006 återvände Tourang ånyo till Sirius. Tourang ansågs vara en av landets största talanger födda 1985. Han har bland annat spelat med Sebastian Larsson, Oscar Wendt, Petter Andersson, Andreas Granqvist i P85-landslaget.